# Brioni (Modeunternehmen)
Brioni ist ein italienischer Modeausstatter mit Sitz in Rom, der seit 2012 zu dem französischen Luxusgüterunternehmen Kering gehört. Brioni ist international für seine handgefertigten Herrenanzüge im oberen Preissegment bekannt. Unter der Marke Brioni werden außerdem Accessoires vertrieben.

## Geschichte
1945 eröffneten der auf der Savile Row ausgebildete Schneider Nazareno Fonticoli (1906–1981) und der Modedesigner Gaetano Savini (1909–1987) in Rom ihre Boutique Brioni in der Via Barberini in Rom. Dort boten sie Maßanzüge, handgefertigte Schuhe und Accessoires für Herren an. Der Firmenname ist an den Namen der ab Ende des 19. Jahrhunderts als Sommeraufenthaltsort des europäischen Jetsets bekannten Brijuni-Inseln (ital. Brioni) in Kroatien angelehnt.
Durch den Erfolg der Cinecittà wurden auch internationale Schauspieler wie Clark Gable und Gary Cooper auf Fonticolis und Savinis Herrenanzüge aufmerksam. Die erste Brioni-Modenschau fand 1952 im Rahmen der Pitti-Modemesse im Florentiner Palazzo Pitti statt. 1956 wurde in kleinem Rahmen erstmals auch eine Damenmode-Kollektion präsentiert. In den 1950ern wurden die ersten Parfüms für Herren lanciert: Brioni, Brionissimo und Brioni Good Luck (alle eingestellt). 1960 zog das Unternehmen nach Penne um. 1985 etablierte Brioni eine eigene Schneiderschule. Diese Scuola di Alta Sartoria nimmt alle vier Jahre lediglich 16 neue Schülerinnen und Schüler auf. Anfang der 1990er wurde ein zweites Werk in Montabello eröffnet. In dieser Zeit existierte die sportive Unterlinie Brioni Sport. Das Unternehmen rühmt sich damit, einen Anzug in 220 Arbeitsschritten und über 24 Stunden Handarbeit zu fertigen. Ein Brioni-Anzug kostet rund 3.400 bis 10.000 Euro.
Ab 1990 leitete Umberto Angeloni, Ehemann einer Fonticoli-Enkelin und ab 1982 im Betrieb tätig, das Unternehmen Brioni. 2001 lancierte Brioni unter dem Namen Brioni Donna mit dem Designer Fabio Piras eine vollständige Damenmodesparte. Ihm folgten 2005 die Spanierin Cristina Ortiz und 2007 der Italiener Giampiero Arcese. Erster Schneider bei Brioni ist seit 2001 der Italiener Angelo Petrucci. 2002 erhielt das Unternehmen für das hohe Qualitätsniveau und die Kreativität des Unternehmens den European Fashion Diamond Modepreis der Igedo. Das New Yorker Luxury Institute kürte das Unternehmen Ende 2007 zur „prestigeträchtigsten Herrenmodemarke in den USA“. Ab 2007 leitete der Savini-Enkel Andrea Perrone das Unternehmen mit zwei Managern. Ab 2009 stand er als CEO alleine an der Spitze von Brioni. Perrone schied 2010 bei Brioni aus und wechselte zu Ferrari. Sein Nachfolger wurde der seit 1997 im Unternehmen tätige Manager Francesco Pesci. Die Brioni-Damenmode, für die noch im Mai 2010 der Designer Alessandro Dell’Acqua angeheuert worden war, wurde im August 2011 aufgegeben. 2009 kam ein kurzlebiger Herrenduft namens Brioni auf den Markt, 2014 folgte eine hochpreisige Neuauflage. 2014 lancierte Brioni eine Schmuck-Kollektion mit Manschettenknöpfen, Krawattenklammern sowie Kragennadeln aus Edelmetallen. Auch Brillen sind von Brioni erhältlich. Ein Onlineshop wurde ebenfalls 2014 ins Leben gerufen und Gianluca Flore wurde neuer CEO.

Bis 2016 verwendetes Brioni-Logo, das seit 2017 in schwarz erneut verwendet wird

Im November 2011 wurde bekannt, dass das Unternehmen an den französischen Konzern Pinault-Printemps-Redoute PPR (heute: Kering) verkauft wird, nachdem Brioni seit 2008 nach einem Investor gesucht hatte. Noch im Jahr 2007 hatte der damalige Firmenchef Perrone verlautbart, dass Brioni ein Familienunternehmen bleibe. In der Presse wurde von einem unbestätigten Übernahmepreis von bis zu 350 Millionen Euro gesprochen. Zu der Zeit beschäftigte das Unternehmen 1.800 Mitarbeitende und erzielte einen Jahresumsatz von 170 Millionen Euro. 2007 waren es noch über 200 Millionen Euro gewesen. 2012 wurde mit dem Briten Brendan Mullane erstmals ein Chef-Designer für die Herrenmode bei Brioni verpflichtet. Zuvor hatte immer ein Designteam die Herren-Kollektionen entworfen. Mullane gab seinen Posten Anfang 2016 auf.

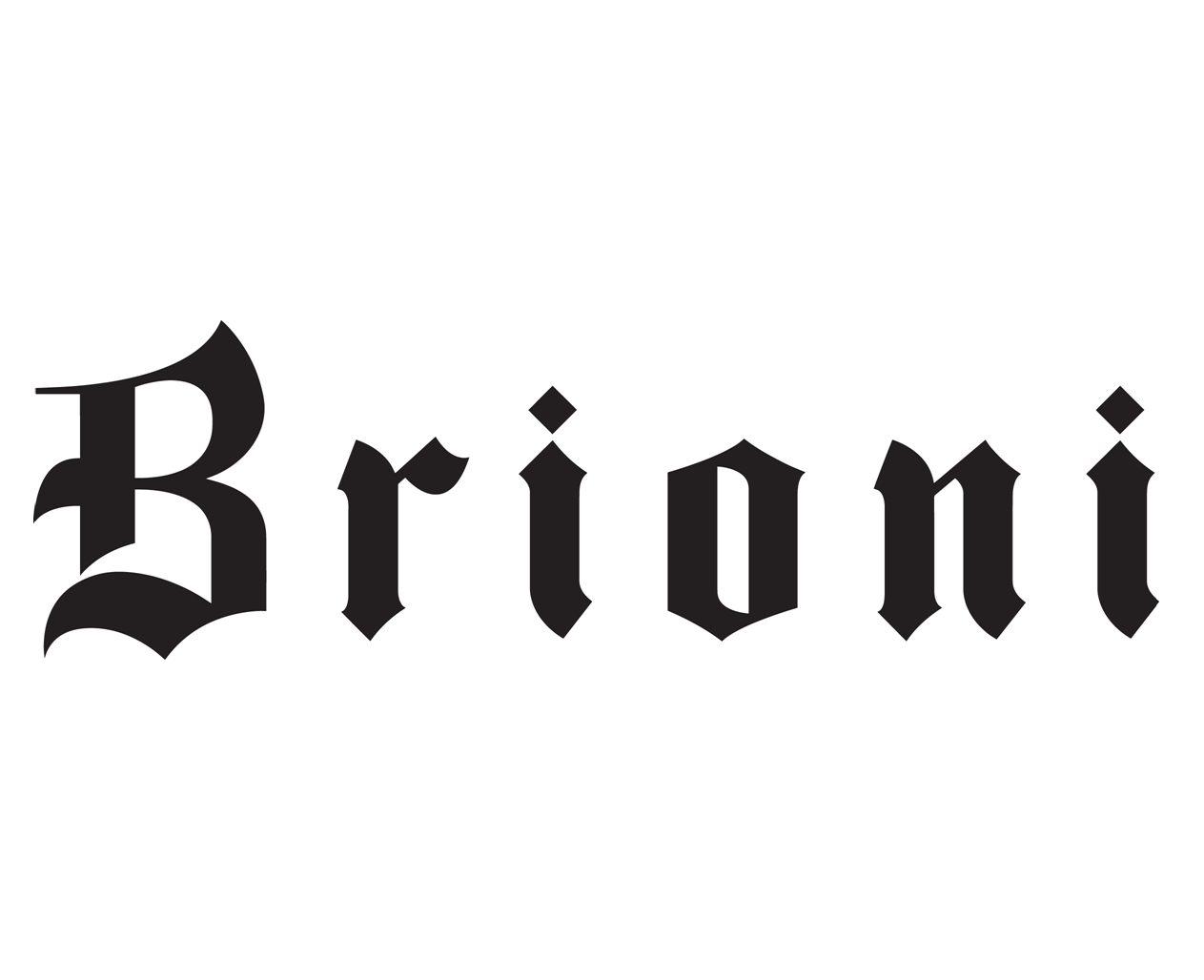
Der 2016 unter Justin O’Shea verwendete Brioni-Schriftzug

Im März 2016 ernannte Brioni den Australier Justin O’Shea zum Chefdesigner, der seit 2009 für das Münchner Modeunternehmen MyTheresa als Damenmode-Einkäufer gearbeitet hatte. O’Shea, ein Rocker, der keine Design-Ausbildung besitzt, leitete einen radikalen Wandel bei Brioni ein. Er ersetzte das bisherige rote Firmenlogo durch einen schwarzen, neugotischen Schriftzug, den er in den Archiven gefunden hatte. Auch das Design der weltweiten Brioni-Boutiquen wird unter O’Sheas Leitung umgewandelt. Der erste neue, von David Chipperfield entworfene Flagshipstore wurde Ende Juli 2016 in Paris eröffnet. Für die erste Brioni-Werbekampagne unter O’Sheas Regie verpflichtete er die Bandmitglieder von Metallica als Models. Seine erste Herren-Kollektion präsentierte er am Rande der Pariser Haute-Couture-Damenmodeschauen im Juli 2016 im neuen Flagshipstore und zeigte darin unter anderem bodenlange Chinchilla-Mäntel, den von ihm konzipierten dreiteiligen „Continental“-Anzug  im Stil der 1970er Jahre, klassische Anzüge, Seidenhemden, Ledermäntel und einige maßgeschneiderte Damenmodelle. Als Inspiration und Zielgruppe für seine Kollektion nannte O’Shea in Interviews „Gangster“ und „Zuhälter“. Im Herbst 2016 trennte sich Brioni von O’Shea. In der Folge kehrte das Unternehmen zum alten Logo-Schriftzug in schwarz zurück. Im Juni 2017 ernannte Brioni die Deutsche und vormalige Maison-Margiela-Designerin Nina-Maria Nitsche zur Kreativdirektorin. Für die Print-Werbekampagne im Sommer 2017 wurde der 79-jährige Anthony Hopkins verpflichtet. Nitsche kehrte für zwei Saisons zu klassischeren Entwürfen zurück und verließ Brioni Mitte 2018. Ende 2018 ernannte Brioni den Österreicher Norbert Strumpfl, der zuvor Herrenmode für Berluti, Louis Vuitton, Balenciaga und Lanvin entworfen hatte, zum Chefdesigner.

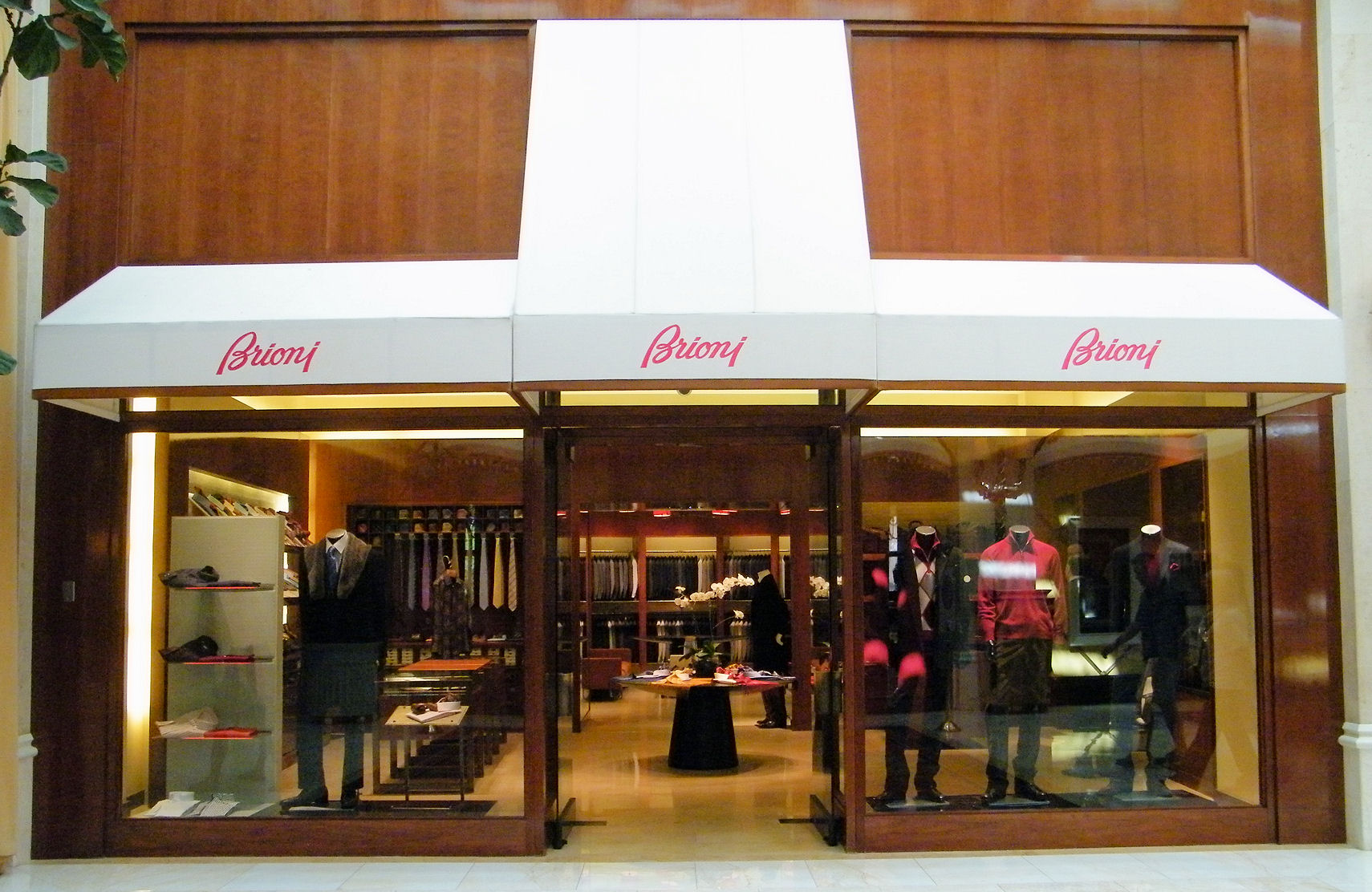
Brioni-Boutique in Las Vegas (2009)

Circa 20 Prozent des Umsatzes erwirtschaftet das Unternehmen über die eigenen Boutiquen, u. a. auf der Fifth Avenue in New York City, dem Rodeo Drive in Los Angeles, Aspen, Las Vegas, Cannes, Paris, Mailand, St. Moritz, Hongkong, Peking, Dubai, in Deutschland in Düsseldorf, Frankfurt am Main, Hamburg und München. 2014 existierten 96 solcher Ladengeschäfte, wovon knapp die Hälfte in Eigenregie betrieben wurden. Auf Regionen bezogen ist Europa der Hauptabsatzmarkt von Brioni. Auf einzelne Länder bezogen sind es die USA, gefolgt von Russland und China.
Bekannt wurde Brioni nicht zuletzt durch seine Kunden, zu denen die internationale High Society gehört. Beginnend mit dem vermögenden europäischen Adel gehören und gehörten u. a. Kirk Douglas, Henry Fonda, Clark Gable, Al Pacino, Anthony Quinn, John Wayne, Donald Trump, Nelson Mandela, Luciano Pavarotti oder George W. Bush zu den Kunden des Unternehmens Brioni. Durch eine Bilderstrecke in dem Gala-Ableger Life & Style im März 1999 mit dem damaligen Bundeskanzler Gerhard Schröder, der im Brioni-Anzug aus Kaschmirwolle mit Cohiba-Zigarre von Peter Lindbergh fotografiert worden war und für diese Zurschaustellung von Luxus kritisiert wurde, erlangte das Unternehmen größere Bekanntheit in Deutschland. So persiflierte die Rockband Die Toten Hosen Schröder in ihrem Lied Kanzler sein, das 2002 auf dem Album Auswärtsspiel erschien: „Und hier noch ein Gespräch mit Bush und da ein Besuch bei Sony und nie mal einfach Jogging-Hose, immer nur Brioni.“
Brioni stattete den titelgebenden Helden James Bond und damit die Schauspieler Pierce Brosnan und Daniel Craig in den Kinofilmen GoldenEye (1995), Der Morgen stirbt nie (1997), Die Welt ist nicht genug (1999), Stirb an einem anderen Tag (2002) und Casino Royale (2006) aus. Danach ging die Lizenz an Tom Ford. Auch für den Kinofilm The November Man (2014) fungierte Brioni als Ausstatter.
Im März 2016 gab Brioni einen Restrukturierungsplan bekannt, wonach die Produktion von Anzügen auf 32.000 pro Jahr halbiert und demzufolge die Belegschaft an vier Produktionsstätten um ein Drittel reduziert werden solle. Brioni kämpft mit dem Image einer teuren Modemarke für Herren im fortgeschrittenen Alter.